# Ludvig Bengtsson
Pour les articles homonymes, voir Bengtsson.
Ludvig Bengtsson, né le 24 octobre 1993, est un coureur cycliste suédois.

## Palmarès et résultats

### Palmarès par année
- 2011
  - 3e du championnat de Suède sur route juniors
- 2013
  - 2e étape de l'U6 Cycle Tour
  - 3e de l'U6 Cycle Tour
- 2014
  - 4e étape de l'U6 Cycle Tour
- 2015
  -  Champion de Suède sur route espoirs
  - Eslövs Elit GP
  - Höllviken GP
  - Elisedals GP
  - 2e de la Scandinavian Race Uppsala
- 2016
  - Kinnekulle Cyclassic
  - 3e étape des Fryksdalens 3-dagars
  - Västboloppet
  - 2e, 3e et 4e étapes de l'U6 Cycle Tour
  - 2e de la Scandinavian Race Uppsala
  - 3e de l'Östgötaloppet
  - 3e du championnat de Suède sur route
- 2017
  - Kinnekulleloppet
  - 1re (contre-la-montre) et 2e étapes des Svanesunds 3-dagars

### Classements mondiaux
| Année           | 2015 | 2016 |
| --------------- | ---- | ---- |
| UCI Europe Tour | 419e | 393e |